# Inés de Castro
Inés de Castro (Comarca de La Limia, 1320/1325 – Coimbra, 7 gennaio 1355) fu prima amante poi moglie dell'erede al trono e futuro re del Portogallo, Pietro I. Fu fatta assassinare dal suocero, Alfonso IV, contrario alla relazione del figlio con la nobildonna, e poi resa regina postuma dal marito, follemente innamorato di lei. La sua tragica storia l'ha resa celebre nei secoli a venire e ha ispirato la letteratura e l'operistica del romanticismo.

## Origine[1][2]
Era figlia illegittima di Pedro Fernández de Castro, signore di Monforte de Lemos e Sarria, nipote, da parte di madre, del re di Castiglia, Sancho IV e membro di una delle famiglie più antiche e illustri della Galizia, e della di lui amante Aldonza Lorenzo de Valladares, figlia di Lorenzo Soarez de Valladares e della sua seconda moglie, Sancha Nuñez. Il padre di Inés dal 27 maggio 1332 al 4 aprile 1342 fu maggiordomo maggiore di Alfonso IX "il Giusto" e subito dopo morì in una battaglia vicino ad Algeciras, nel giugno 1342. Inés ed il fratello D. Alvaro Perez de Castro sono citati nel Nobiliario di Pietro, conte di Barcelos come figli di D. Pedro Fernández de Castro e di D. Aldonça Lorenço de Valladares.

## Biografia

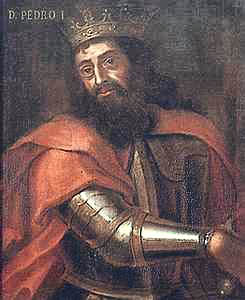
Ritratto del re Pietro I del Portogallo

La giovane Inés fu educata alla corte di Giovanni Emanuele di Castiglia, letterato e politico, discendente di Ferdinando III di Castiglia, che era suo nonno, mentre Alfonso X era suo zio; quando la figlia di costui, Costanza Manuel (1318/1323-1345), fu promessa in matrimonio all'erede al trono portoghese, Pietro I, Inés, che era anche sua cugina, la seguì in Portogallo come dama di compagnia.
Dopo il matrimonio, lo sposo si innamorò perdutamente della giovane galiziana, trascurando la moglie, ma al contempo cercando di non ostentare la relazione.
Nel 1345 Costanza diede alla luce il figlio legittimo ed erede al trono, Ferdinando, ma il 13 novembre morì per le conseguenze del parto e poco dopo, nel 1346, la relazione tra il principe e Inés divenne nota a tutti. Pietro rifiutò qualsiasi partito che non fosse Inés de Castro, anzi, sembra che in quello stesso anno (1346) la sposasse in gran segreto. A nulla valsero le raccomandazioni e gli ammonimenti del padre, il re del Portogallo, Alfonso IV.

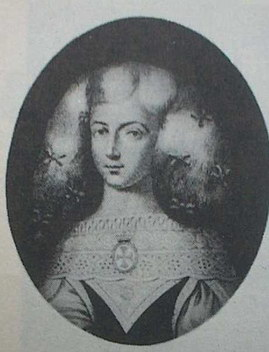
Ines de Castro

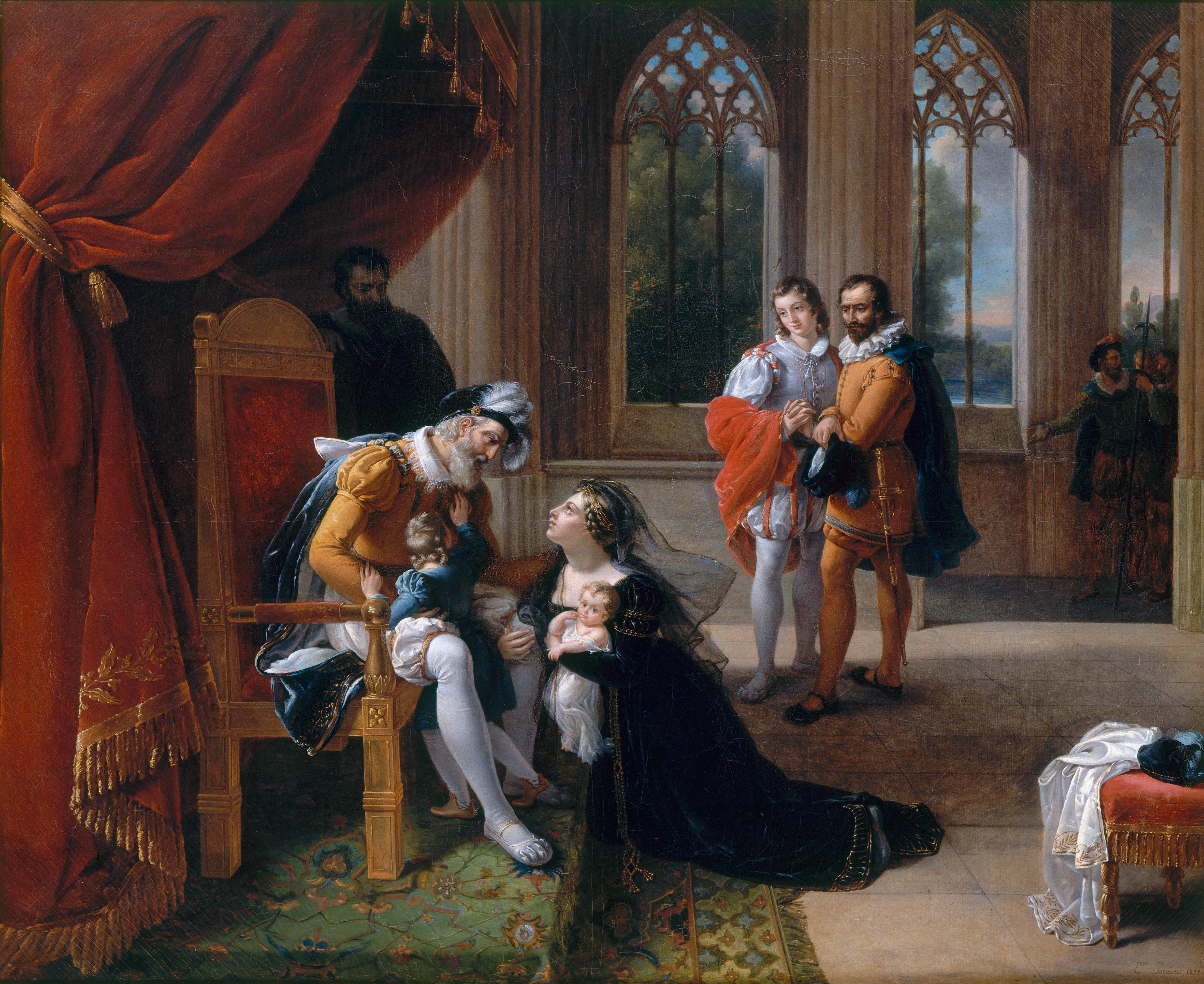
Eugénie Servières, Inés de Castro supplica con i suoi figli il re Alfonso IV, 1822, Museo della reggia di Versailles

Dalla loro unione nacquero figli sani e forti, che erano tenuti in conto più dell'erede al trono, debole e malaticcio. Alfonso IV, sempre più preoccupato per la sorte del nipote e per l'invadenza dell'entourage castigliano di Ines, che acquisiva sempre più potere e trascinava il Portogallo nelle lotte interne al regno di Castiglia, cominciò a prendere in considerazione il suggerimento dei suoi consiglieri: sbarazzarsi dell'amante del figlio.

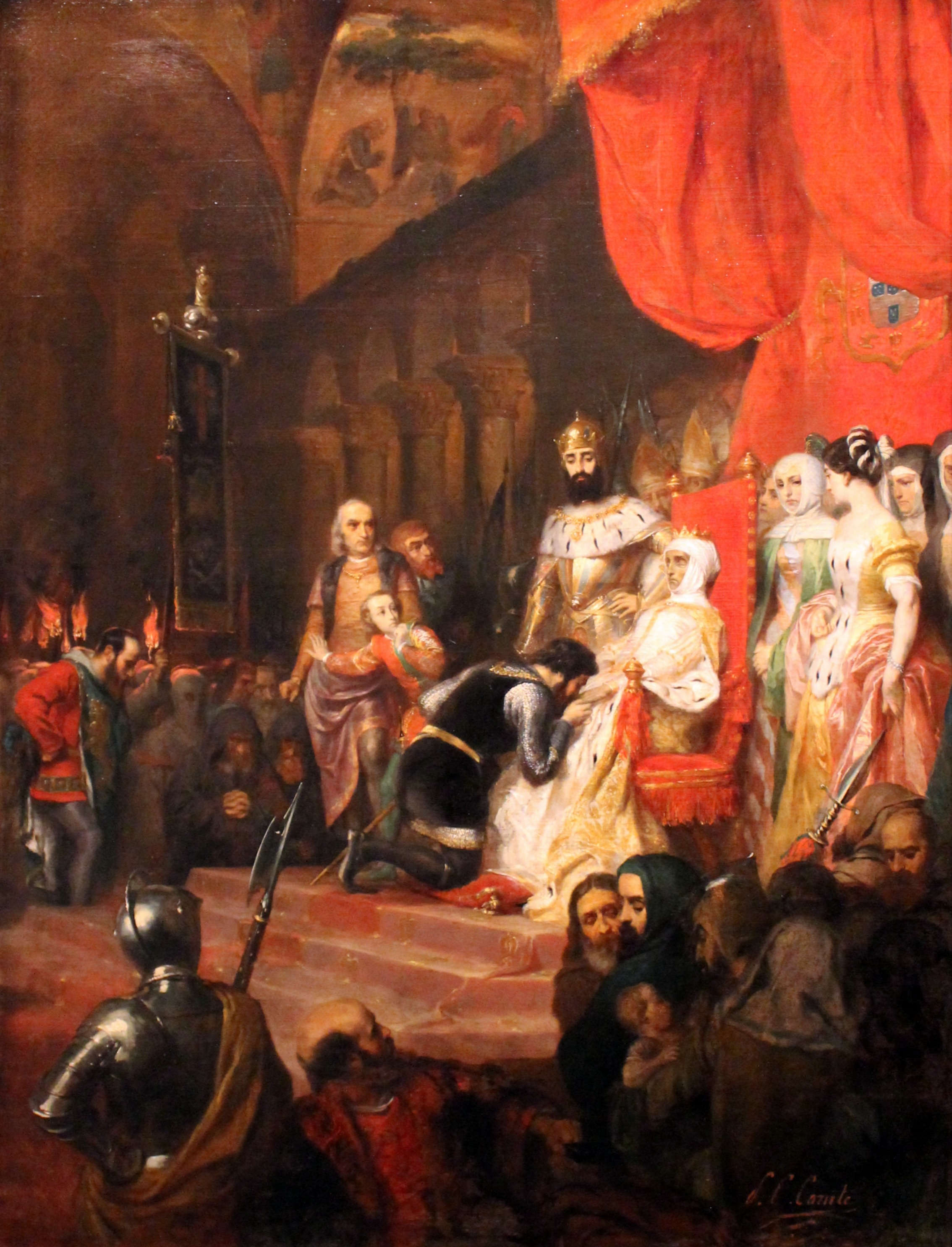
Pierre-Charles Comte, L'incoronazione di Inés de Castro, 1849, Musée des beaux-arts (Lione). Secondo una leggenda, Pietro, divenuto re, avrebbe riesumato il corpo di Inés, l'avrebbe posto sul trono e coronato come regina del Portogallo con una splendida cerimonia, costringendo il clero e la nobiltà a baciare le ossa delle sue mani.

Dopo che Pietro, a Braganza, nel 1354, aveva sposato ufficialmente Inés de Castro, Alfonso IV, spronato dai tre nobili Alonso Gonçálvez, Pedro Coelho e Diego López Pacheco, nemici della famiglia Castro, per risolvere la situazione, nel gennaio 1355, approfittando dell'assenza di Pietro, si recò al monastero di Santa Clara, presso Coimbra, dove Inés viveva con i tre figli, con l'intenzione di assassinare la nuora.
Saputo dell'arrivo del re, la donna, con attorno i suoi figli, si inginocchiò ai suoi piedi e, piangendo e supplicando, riuscì a commuoverlo, ma quando già Alfonso aveva deciso di andarsene, i tre nobili si avventarono su Inés e la uccisero a coltellate. Il Chronicon Conimbricensi comunque riporta che fu Alfonso IV a dare l'ordine di uccidere Ines.

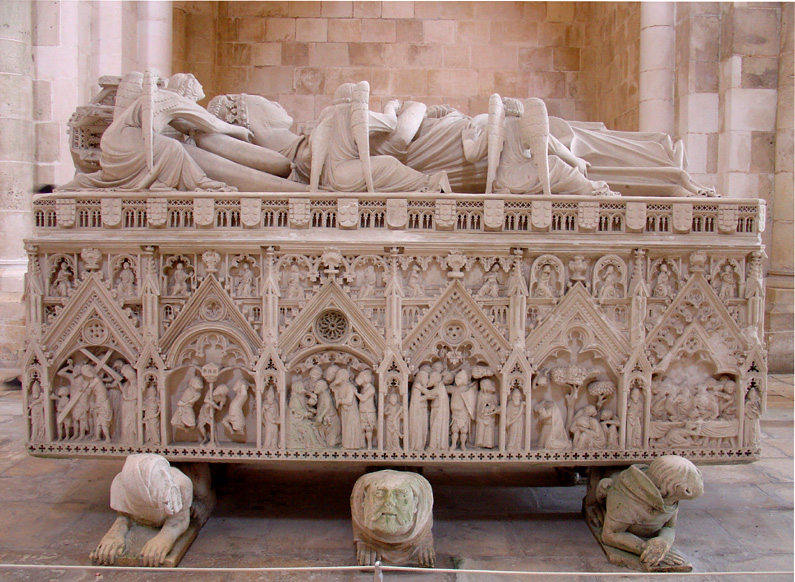
Il monumento funebre di Inés de Castro, voluto dal marito, nel monastero di Alcobaça.

Pietro, in preda all'ira per l'omicidio della moglie, armato con un esercito, scatenò una guerra civile contro il padre, nel nord del regno tra i fiumi Duero e Miño, che si esaurì nel corso del 1356 e all'inizio del 1357. Al termine della breve guerra civile fece pace con il genitore, che lo costrinse a perdonare gli assassini della moglie.
Appena salito sul trono Pietro si vendicò degli assassini dell'amata facendoli giustiziare e, nel 1360, rese ufficiale il suo matrimonio con Inés de Castro, considerandola regina del Portogallo, anche se postuma, e ne fece riesumare il corpo per poi seppellirlo in una splendida tomba nel monastero di Alcobaça, dove poi fu sepolto lui stesso.
La vicenda, arricchita di particolari fantasiosi come l'incoronazione del cadavere della regina, ispirò la tragedia La Castro di António Ferreira e alcune strofe contenute ne I Lusiadi.

## Figli[2][6][9][10]
Inés de Castro diede a Pietro quattro figli:
- Beatrice del Portogallo (1347-1381), sposò nel 1373 Sancho d'Alburquerque, figlio illegittimo d'Alfonso XI di Castiglia e di Eleonora di Guzmán
- Alfonso del Portogallo (1348-?), morto giovane
- Giovanni (1349-1397), duca di Valencia de Campos
- Dionigi del Portogallo (1354-1397), duca di Cifuentes e Escalona, si autoproclamò re del Portogallo (Dionigi II), nel 1383.

## Nella cultura di massa

### Teatro
- Costanza Manuel e Inés de Castro sono le protagoniste femminili della tragedia di Alejandro Casona Corona de amor y muerte che fu rappresentata nel teatro Odeón di Buenos Aires nel 1955.
- Inés de Castro, tragedia in 5 atti e in versi di Antoine Houdar de la Motte, rappresentata la prima volta dalla Comédie-Française di Parigi il 6 aprile 1723.
- La Reine Morte di Henri de Montherlant - tragedia rappresentata la prima volta dalla Comédie-Française di Parigi l'8 dicembre 1942.

### Teatro d'opera
- Ines de Castro, musica di Giuseppe Giordani, libretto di Cosimo Giotti (1793)
- Ines de Castro, musica di Gaetano Andreozzi, libretto di Cosimo Giotti (1793)
- Ines de Castro, musica di Giuseppe Cervellini, Ignazio Gerace, Sebastiano Nasolini, Francesco Bianchi, libretto di Luigi De Sanctis (1795)
- Ines de Castro, musica di Niccolò Zingarelli, libretto di Antonio Gasperini (1798)
- Ines de Castro, musica di Vittorio Trento (1803)
- Ines de Castro, musica di Pietro Carlo Guglielmi, libretto di Filippo Tarducci (1805)
- Ines de Castro, musica di Stefano Pavesi, libretto di Antonio Gasperini (1806)
- Inés de Castro, musica di Marcos António Portugal (1810)
- Ines de Castro, musica di Felice Blangini (circa 1810)
- Inês de Castro, musica di Ruy Coelho (1825)
- Ines de Castro, musica di Giuseppe Persiani, libretto di Salvadore Cammarano e Giovanni Emanuele Bidera, scritta apposta per i mezzi straordinari di Maria Malibran (1835)
- Inez de Castro, musica di Thomas Pasatieri, libretto di Bernard Stambler (1976)
- Inés de Castro, musica di Vicente Lleó
- Inés de Castro, musica di James McMillan, libretto di John Clifford (prima rappresentazione: Festival di Edimburgo, 23 agosto 1996)

### Balletto
- Inés de Castro balletto di Germinal Casado - (prima rappresentazione: Karlsruhe, Badisches Staatstheater, 9 gennaio 1988)
- Inés de Castro, balletto su musica di Adrien Boïeldieu, cor. di Charles-Louis e Auguste Didelot (Pietroburgo, Teatro Mariinskij, 1821)